# Lycosa formosana
Lycosa formosana är en spindelart som beskrevs av Saito 1936. Lycosa formosana ingår i släktet Lycosa och familjen vargspindlar.
Artens utbredningsområde är Taiwan. Inga underarter finns listade i Catalogue of Life.